# Момчето на баба
„Момчето на баба“ (на английски: Grandma's Boy) е американска комедия от 2006 г. на режисьора Никълаус Гусън, по сценарий на Бари Уърник, Алън Ковърт и Ник Суордсън, и участват Линда Карделини, Алън Ковърт, Питър Данте, Шърли Джоунс, Шърли Найт, Джоел Дейвид Мур, Кевин Нийлън, Дорис Робъртс и Ник Суордсън.